# Edward Thurlow (1er baron Thurlow)
Edward Thurlow, 1er baron Thurlow, (9 décembre 1731 - 12 septembre 1806), avocat britannique et homme politique conservateur, il siège à la Chambre des communes de 1765 à 1778, année de son accession à la Pairie en tant que baron Thurlow. Il est Lord grand chancelier de Grande-Bretagne pendant quatorze ans, sous quatre premiers ministres.

## Jeunesse
Né à Bracon Ash, dans le Norfolk, il est le fils aîné du révérend Thomas Thurlow et son frère est évêque de Durham. Il fait ses études à King's School, Canterbury et au Caius College, Cambridge. Cependant, il est contraint de quitter Cambridge en 1751 sans diplôme après être entré en conflit avec les autorités de l'université. Pendant un certain temps, il est avocat à Lincoln's Inn, mais en 1754, il est appelé au barreau à Inner Temple. Après un démarrage lent, Thurlow gagne finalement une importante clientèle. Il est nommé conseil du roi en 1761 et est élu conseiller d'Inner Temple en 1762.

## Carrière politique
Il se tourne ensuite vers la politique et, en 1768, il est élu député de Tamworth sous l'étiquette conservateur. Deux ans plus tard, en reconnaissance de sa défense, en janvier, de l'expulsion de John Wilkes, il est nommé solliciteur général du gouvernement de Lord North . Il occupe ce poste jusqu'en 1772, date à laquelle il est promu procureur général. Il reste dans ce poste pendant six ans, période au cours de laquelle il devient connu comme un opposant ardent à la lutte pour l’indépendance des colons américains. Il est connu pour sa défaite dans le cas de Woodfall, éditeur des Lettres de Junius, sur lequel Lord Mansfield prononce un verdict d'annulation.
En 1778, il est admis au Conseil privé, élevé au rang de baron sous le nom de baron Thurlow d'Ashfield, dans le comté de Suffolk et nommé Lord grand chancelier par Frederick North. Dans ce poste, il s'oppose notamment aux réformes économiques et constitutionnelles proposées par Edmund Burke et John Dunning. L'administration conservatrice de Lord North tombe en mars 1782, après douze ans de mandat. Les Whigs sous Lord Rockingham sont arrivés au pouvoir, mais Thurlow réussit néanmoins à s'accrocher en tant que chancelier. Rockingham meurt en juillet 1782, mais Thurlow reste lord chancelier lorsque Lord Shelburne devient premier ministre. Ce dernier gouvernement tombe en avril 1783, lorsqu'un gouvernement de coalition dirigé par Charles James Fox et Lord North est formé (avec le duc de Portland comme Premier ministre titulaire). Thurlow n'est pas invité à reprendre le rôle de Lord chancelier et le Grand Sceau est mis en commission. Il entre dans l'opposition et contribue à la chute de la coalition en décembre 1783. William Pitt le Jeune devient Premier ministre et réintègre Thurlow au poste de Lord chancelier. Les relations entre Pitt et Thurlow sont toujours fragiles et Thurlow s’appuie souvent sur son amitié avec le roi George III pour rester en poste. Il s’oppose à un projet de loi pour la restauration aux héritiers des biens confisqués lors du soulèvement jacobite de 1745. En partie pour faire plaisir au roi, il soutient fermement Warren Hastings et négocie avec les Whigs pour assurer son maintien en cas de changement de gouvernement. En 1792, quand il attaque le projet de loi de Pitt visant à créer un fonds pour rembourser la dette nationale, il est finalement renvoyé .

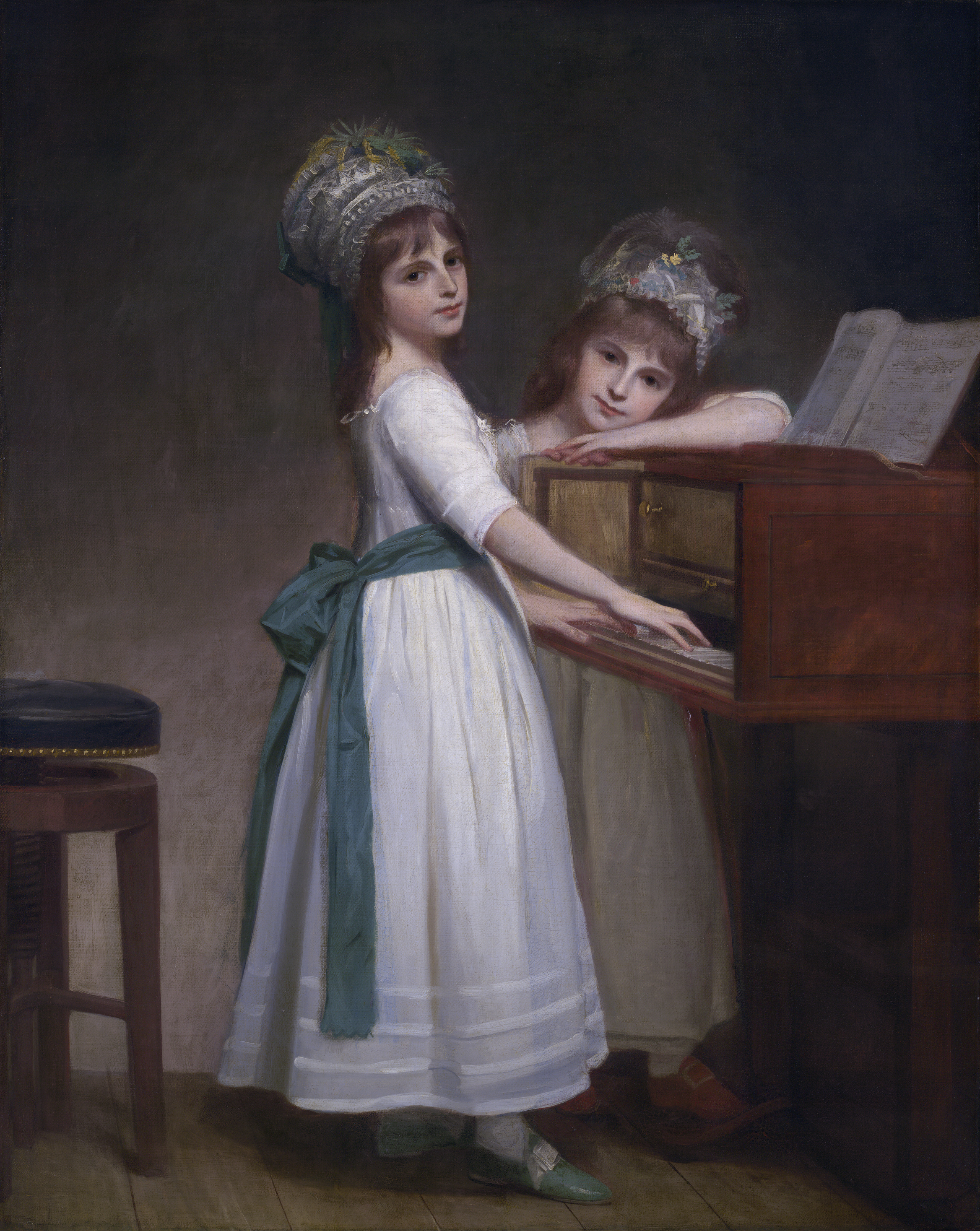
Maria et Catherine, filles d'Edward Thurlow, 1er Baron Thurlow (George Romney, 1783)

En guise de compensation, Thurlow reçoit une deuxième pairie sous le nom de baron Thurlow, de Thurlow, dans le comté de Suffolk, avec ses trois neveux pour héritiers. Il n'occupe plus de poste officiel. Cependant, en 1797, il intrigue pour la formation d'un gouvernement dont Pitt et Fox devraient être exclus, et dans lequel Francis Rawdon-Hastings devrait être premier ministre et lui-même lord chancelier . Malgré le soutien tacite du prince de Galles, l'entreprise échoue. Sa dernière apparition enregistrée à la Chambre des lords remonte à 1802 .
Lord Thurlow ne s'est jamais marié, mais laisse trois filles naturelles. Il meurt à Brighton le 12 septembre 1806, à l'âge de 76 ans, et est enterré à l'église du temple. La baronnie de 1778 s'éteint à sa mort, alors que son neveu Edward Hovell-Thurlow (2e baron Thurlow), qui est le fils aîné du frère du premier baron, le révérend Thomas Thurlow, Évêque de Durham, le remplace dans la baronnie créée en 1792.